# Monastère de la Transfiguration du Sauveur
Le monastère de la Transfiguration du Sauveur (en russe : Спасо-Преображенский монастырь) appelé aussi monastère Spasski (en russe : Спасский монастырь) est un ancien monastère actuellement désaffecté (pour hommes), situé à Iaroslavl en Russie. Il a joué un rôle important dans l'histoire locale de la ville et de la région. Il est situé sur la place de l'Épiphanie, près du pont de Moscou qui traverse la Kotorosl, dans le raïon de Kirov. C'est dans ce quartier que se trouvent les monuments architecturaux du XVIe siècle au XIXe siècle. C'est ici que fut découvert «le Dit de la campagne d'Igor» témoignage de la littérature russe ancienne.

## Histoire

### Monastère
Le monastère Spasski a joué un rôle important dans l'histoire de Iaroslavl, comme centre spirituel, culturel et économique durant des siècles. Il est fondé au XIIe siècle, derrière les murs de la ville de l'époque, près du passage sur le Kotorosl, occupant ainsi une position angulaire dans le système de défense de la ville. En 1216-1218, la première école ecclésiastique de la Rus' du Nord-Est s'installa dans ses murs. Entre 1216 et 1224, la cathédrale de la Transfiguration-du-Sauveur fut construite dans l'enceinte du monastère. En 1218, en l'honneur de la Principauté de Iaroslavl fut construite, selon la légende, une cathédrale miniature de « l'Entrée du Christ à Jérusalem » dans la partie sud-est du monastère. Cet édifice n'est pas parvenu jusqu'à nous. Dès la première moitié du XIIIe siècle, une grande bibliothèque s'est constituée dans le monastère notamment par la copie de manuscrits.
Après l'incendie qui eut lieu en 1501 et qui endommagea gravement les bâtiments du monastère, une nouvelle cathédrale de la Transfiguration-du-Sauveur fut construite à l'image de la cathédrale de l'Annonciation de Moscou et de la cathédrale de l'Archange-Saint-Michel de Moscou du Kremlin de Moscou. Cette cathédrale est actuellement le plus ancien édifice de Iaroslavl. Ses fresques, réalisées de 1563 à 1564, sont les plus anciennes peintures murales de la ville et parmi les plus anciennes datant de l'époque d'Ivan le Terrible. C'est à cette époque également, qu'est construite la première tour en pierre (appelée « les saintes portes »). Ce sont des artistes moscovites et aussi locaux qui créèrent la grande iconostase de la cathédrale. Treize icônes déisis ont été conservées ainsi que trois autres du registre inférieur de l'iconostase.
Au XVIe siècle, le beffroi-carillon et le réfectoire sont érigés ainsi que l'église de la Croix-de -Noël, mais en 1550-1580 ces édifices furent construits en pierre au lieu du bois. Le monastère devient la partie la plus solidement fortifiée de la ville, étant donné que la Kremlin de Iaroslavl n'a jamais eu de murs de pierres à cette époque et que ceux qu'il a eus plus tard, ont été démantelés au XVIIIe siècle. C'est la raison pour laquelle le monastère Spasski est souvent appelé le Kremlin de Iaroslavl.
Ivan le Terrible aimait à visiter ce monastère. À la fin des années 1560, le monastère avait reçu de lui 55 lettres patentes, la propriété de 6 paroisses et de 239 villages, des droits de pêche et des salines, et encore une exonération fiscale générale ainsi qu'un privilège de juridiction (stavropégie). Son fils, Fédor Ier, accorda encore au monastère une douzaine de chartes.
En 1609, au temps des troubles, le monastère Spasski et le Kremlin de Iaroslavl résistent au siège du colonel lituano-polonais Ossip Boudile et du gouverneur Naoumov qui se prolongea durant un mois environ, tandis que le reste de la ville de Iaroslavl était pris. Des murs du monastère, sont partis en 1612 les milices populaires envoyées à Moscou pour la libérer de la domination lituanienne. Du 21 mars au 16 avril 1613, Michel Ier Romanov, futur tsar de Russie, résida à Iaroslavl, en provenance du monastère Ipatiev de Kostroma, avant de se diriger vers Moscou. C'est du monastère Spassky qu'il envoya sa première lettre d'acceptation du trône de toutes les Russies. Plus tard, il accordera 18 chartes au monastère.
De 1621 à 1646, les murs du monastère qui avaient souffert du siège furent reconstruits. Ils furent renforcés par la même occasion et sont encore aujourd'hui, pour l'essentiel, dans l'état où ils étaient à cette époque. Des tours de garde en pierre apparaissent (celles appelées « de Notre-Dame », « Ouglitch », « Gloukhaïa », « Mikhailovskaïa », la « porte de l'Eau »). Durant le dernier quart du siècle, les cellules des moines sont reconstruites. À la fin du XVIIe siècle, la longueur totale des murs atteint 820 m, la hauteur 10,5 m, la largeur des murs 2,8 à 3 m. Le murs et tours étaient garnis d'armes : 15 grands canons et 17 petits, 97 carabines, 14 barils de poudre.
Le monastère possédait un vaste territoire à l'ouest de la ville, le long de la route vers Ouglitch, où au XVIIe siècle s'accrut le nombre de villages colonies du monastère (plus de 300 foyers). Le résultat fut qu'il devint de plus en plus puissant, qu'il influença de plus en plus la vie sociale et économique de Iaroslavl, qu'il entra en concurrence et parfois même en conflit avec les bourgades issues de ces colonies initiales

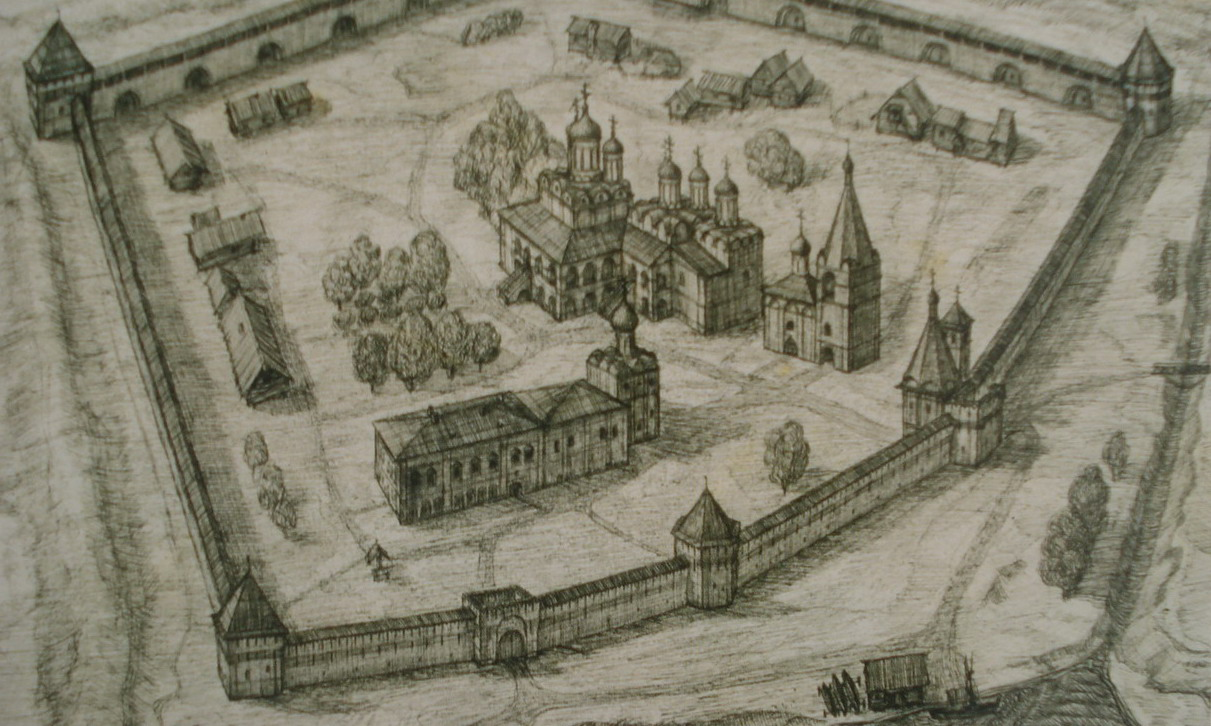
Monastère au début du XVIIe (dessin actuel).
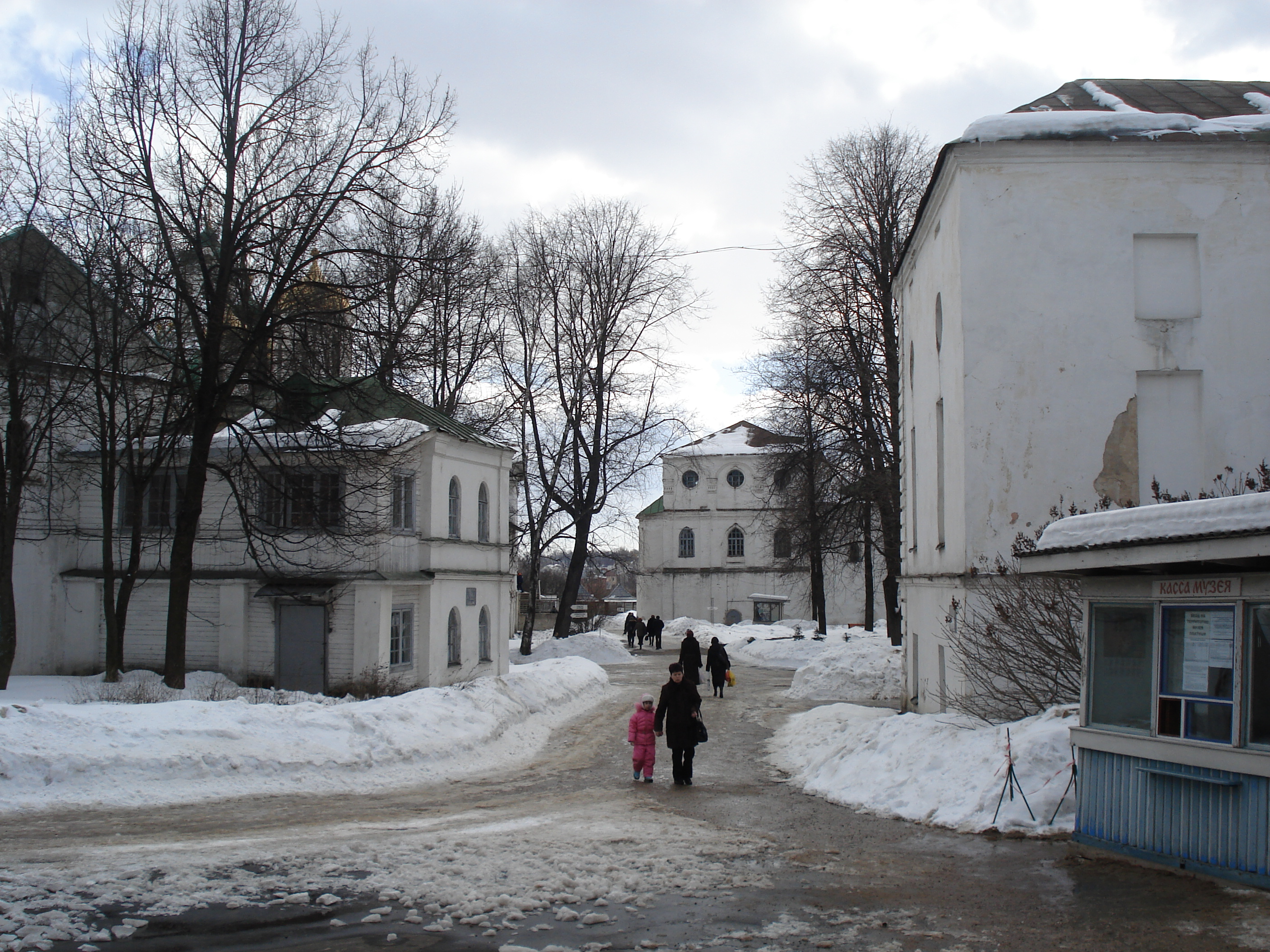
Derrière l'entrée de la place de l'Épiphanie.
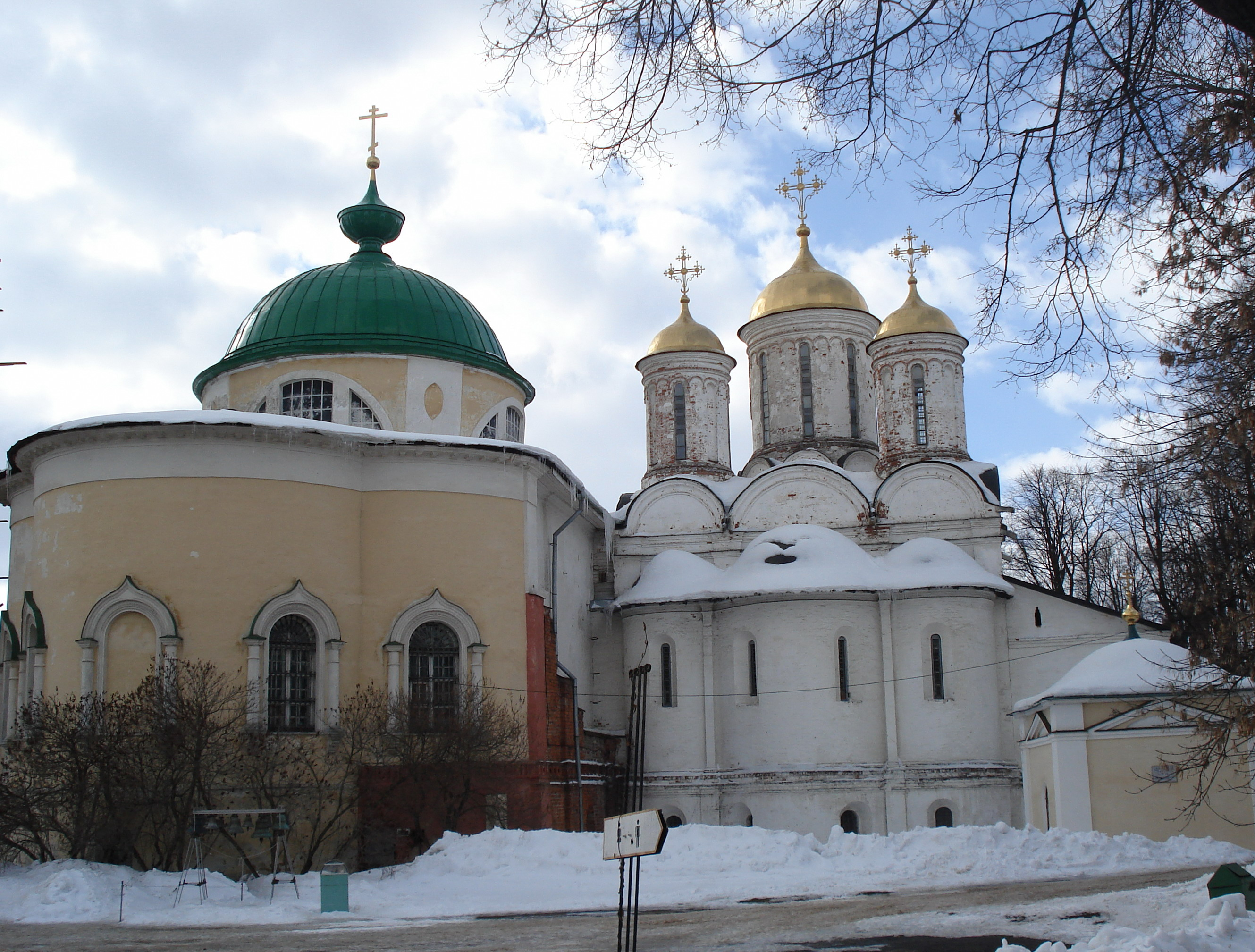
Cathédrale du monastère Spasski.
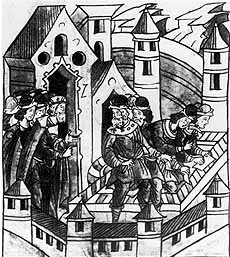
Miniature du XVIe siècle de la cathédrale.
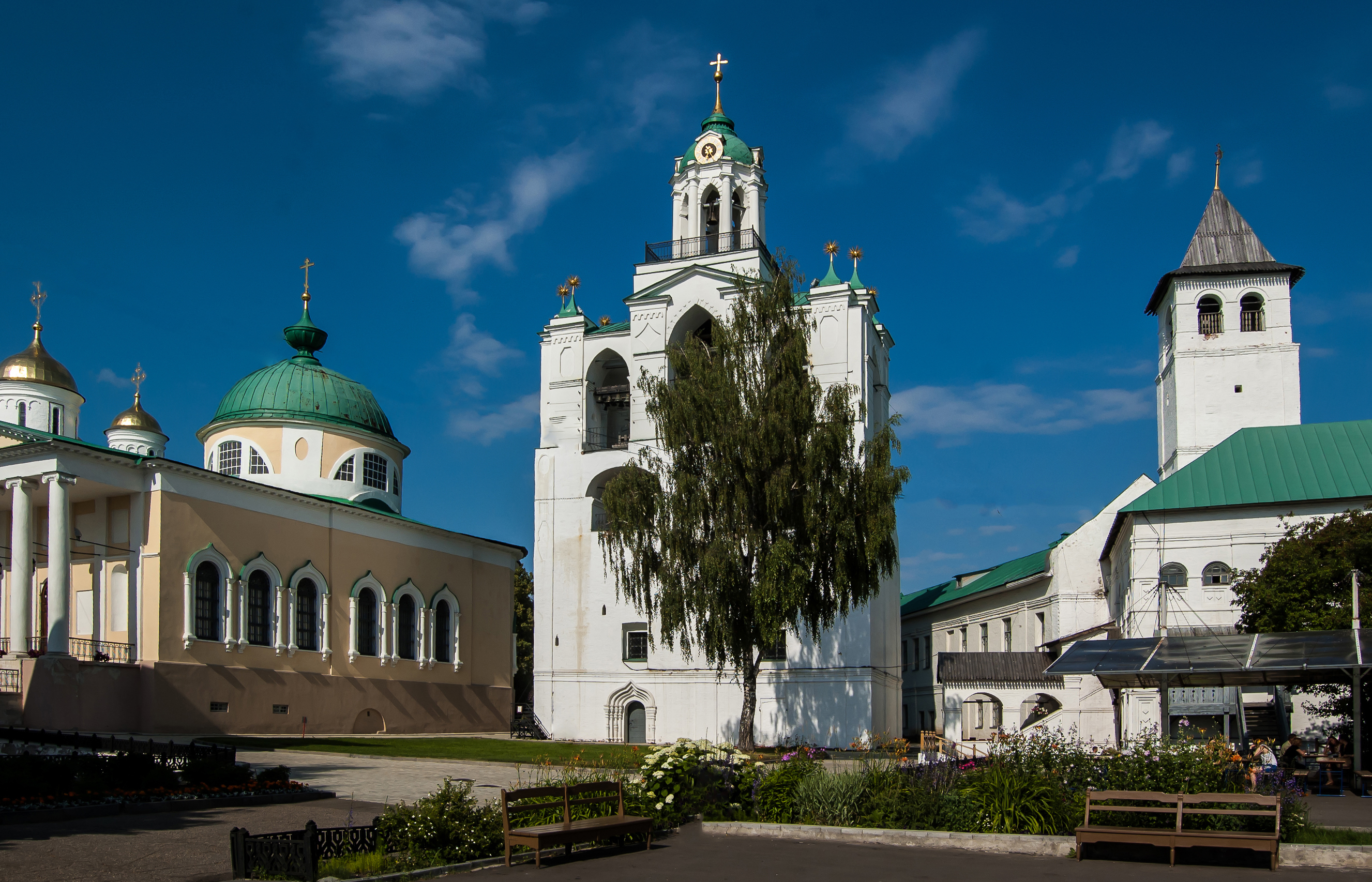
Vue d'ensemble du beffroi et des bâtiments annexes au monastère Spasski.

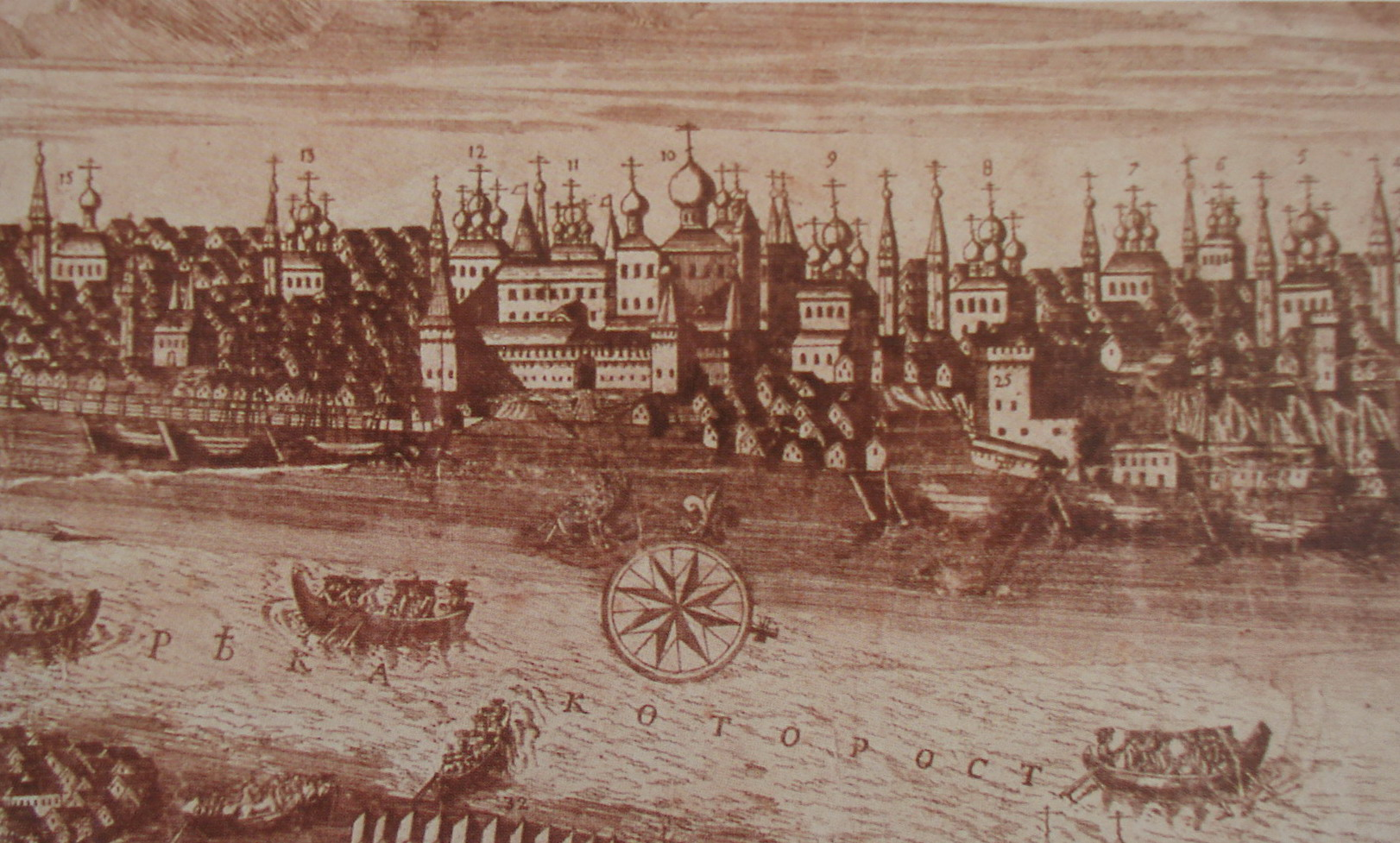
Vue du monastère sur une gravure de 1731.
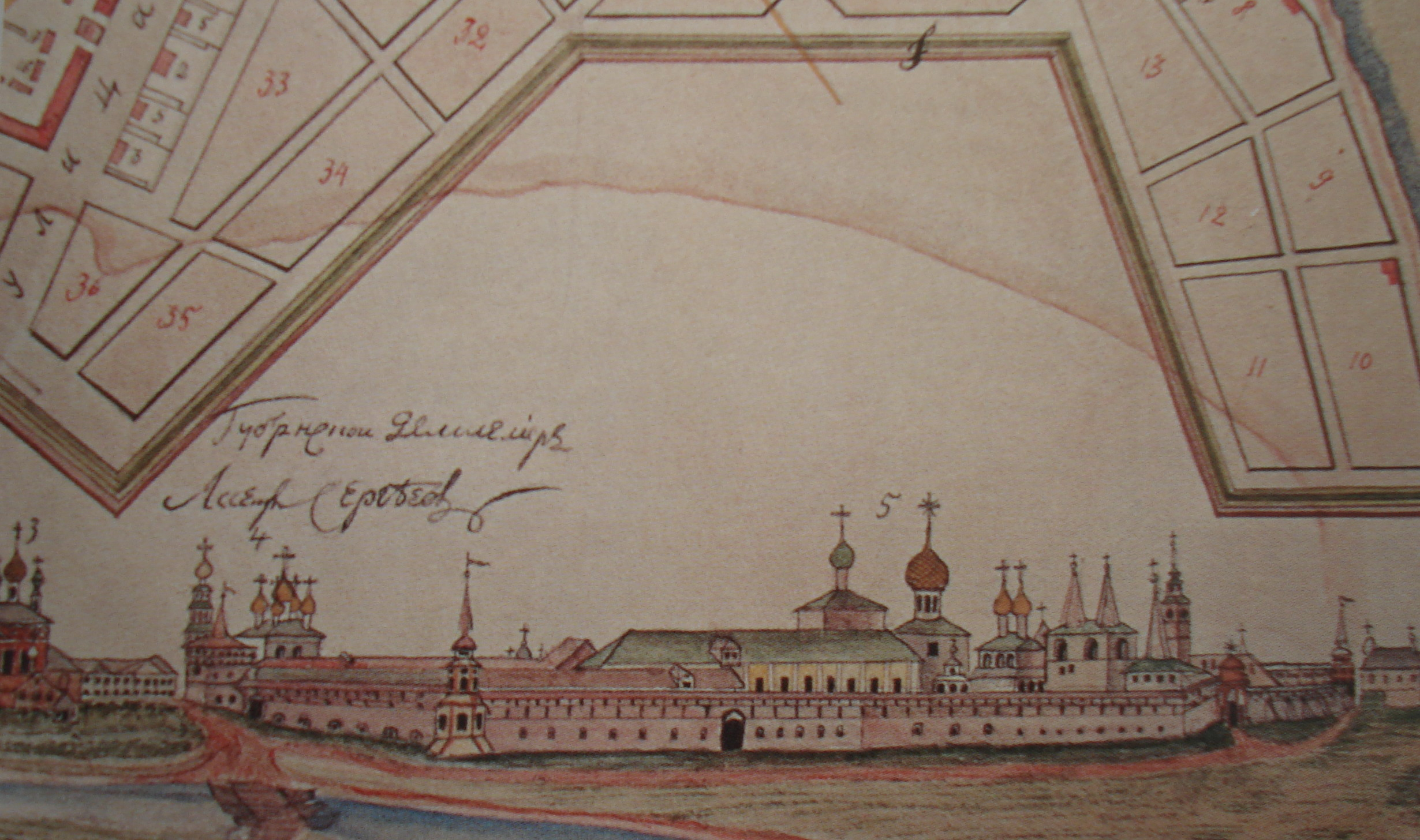
Vue du monastère sur le plan de Iaroslavl de 1802.
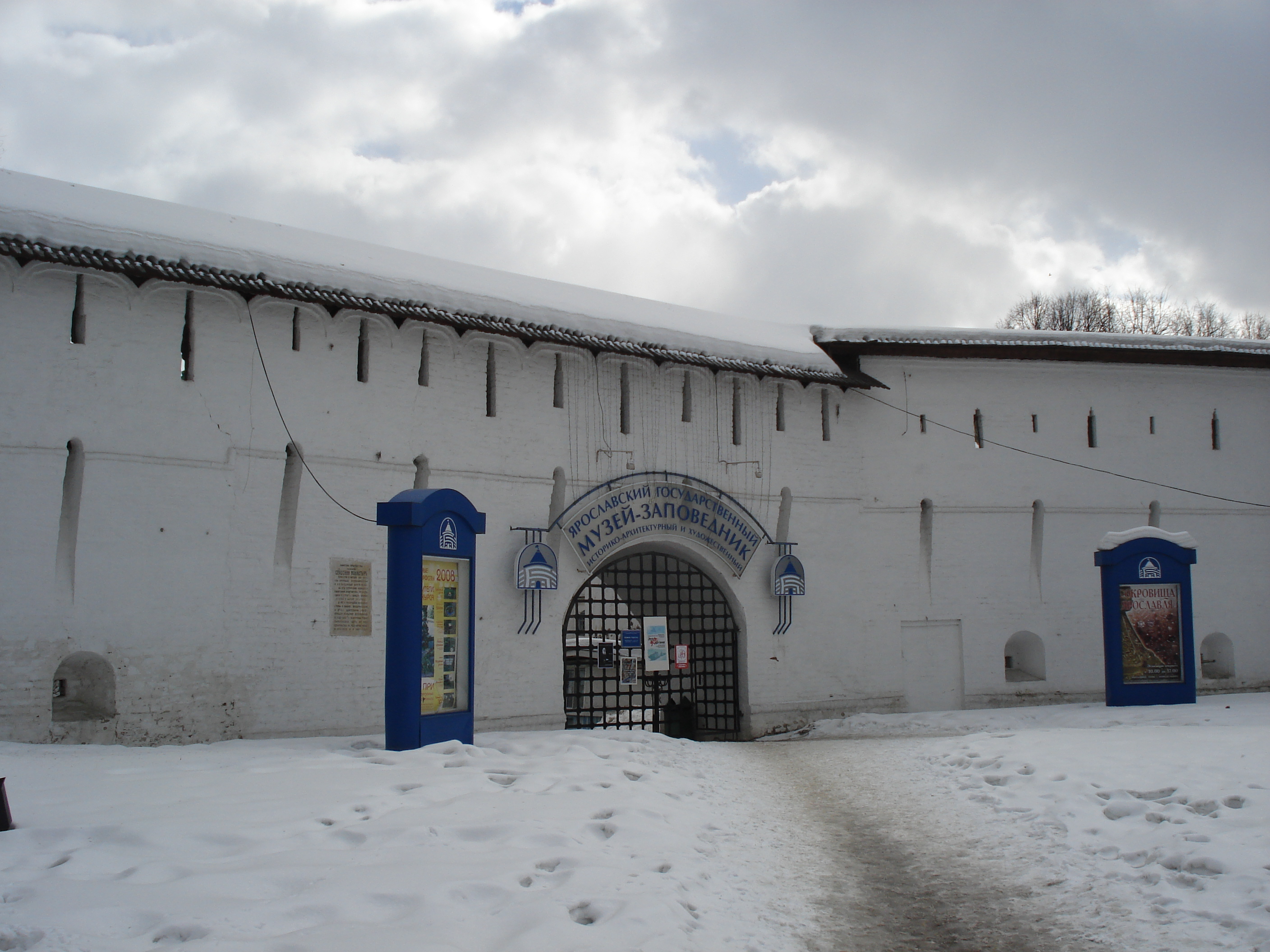
Entrée depuis la place de l'Épiphanie.
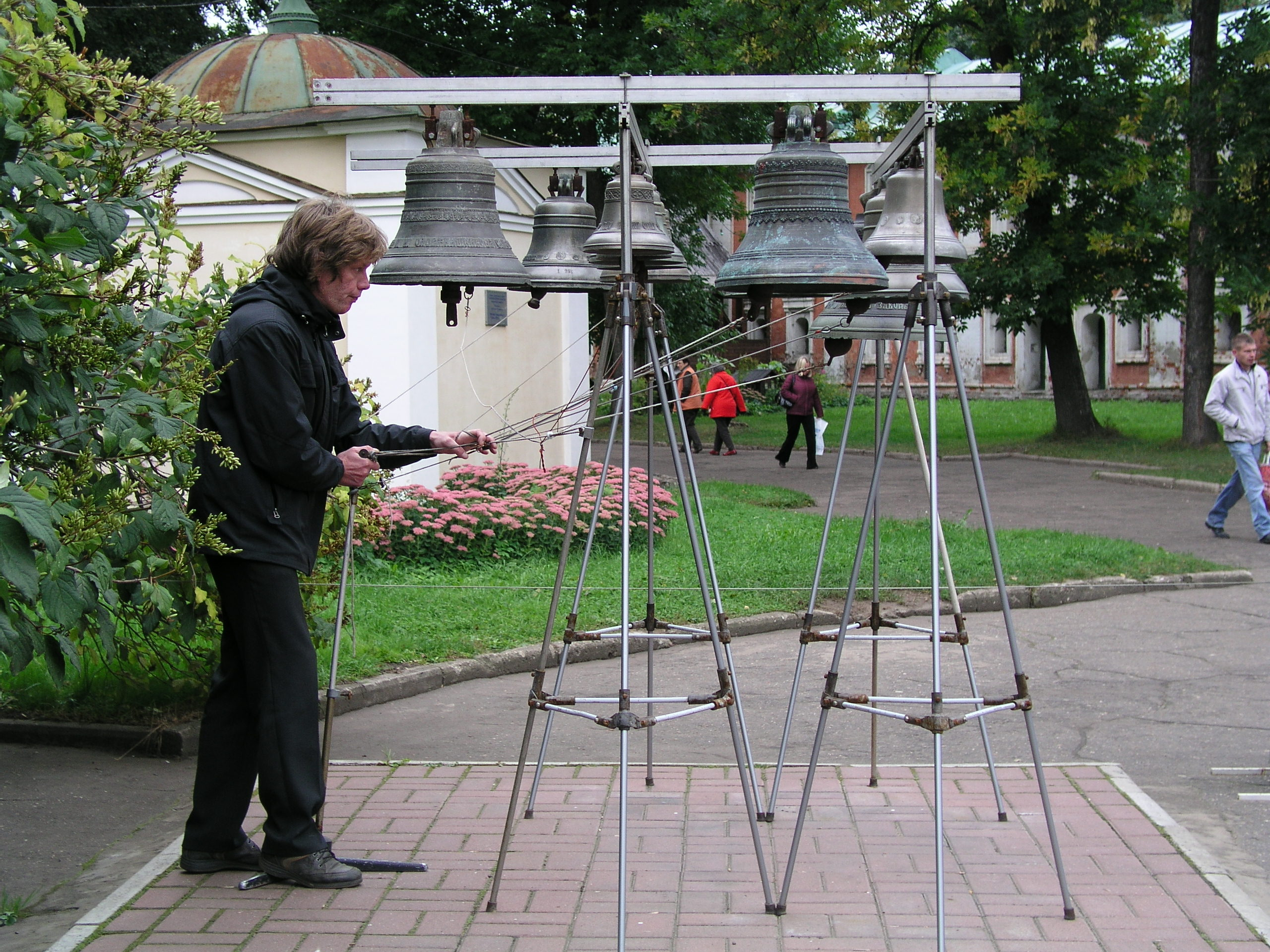
Carillon.

### Maison de l'évêque
En 1747, le « Séminaire slavo-latin de Iaroslavl » est ouvert à l'initiative du métropolite Arsène Matsevitch (un des premiers de la région). Pendant trente ans, il forma trois cents  séminaristes. Il se trouvait dans l'enceinte du monastère jusqu'en 1875, puis il fut déplacé dans un bâtiment qui aujourd'hui abrite la faculté des sciences géographiques.
En 1787, à la suite du transfert du siège du métropolite de Rostov Veliki vers Iaroslavl, le monastère Spasski fut transformé en « maison de l'archevêque de Iaroslavl ». De nouveaux édifices apparaissent tels que la « chapelle de ND de Smolensk » (1830), la sacristie, « l'église de Saints-Théodore-le-Thaumaturge-David-et-Constantin » (1831) (à la place de l'église de l'Entrée à Jérusalem qui date de 1617). Parmi les livres du doyen abbé Ioil en 1790 Alexeï Moussine-Pouchkine découvre un « monument » de la littérature russe du XIIe siècle «Le Dit de la campagne d'Igor».

### Musée
À l'époque soviétique, une restauration fut réalisée entre 1918 et 1923 (sous la direction de l'architecte Piotr Baranovski pour effacer les traces de l'Insurrection de Iaroslavl et plus tard en 1957-1958.
Actuellement le site du monastère est inclus dans le musée-réserve d'architecture et d'histoire de l'État de Iaroslavl.

### Crypte
De nombreux princes de la Principauté de Iaroslavl, des évêques, des archevêques, des métropolites et des gouverneurs de la ville reposent dans la crypte.

## Vue actuelle de l'ensemble du monastère
| Édifice                                                               | Description                                                                              | Photo                           |
| --------------------------------------------------------------------- | ---------------------------------------------------------------------------------------- | ------------------------------- |
| Carillon-beffroi de l'église de Notre-Dame-de-la-Grotte               | XVI-XVII ss., 1808—1809, 1823—1824.                                                      |                                 |
| Cellules des moines (corpus Nord-Est)                                 | 1670, 1690                                                                               |                                 |
| Sacristie                                                             | 1816-1817                                                                                |                                 |
| Saintes portes d'entrée de l'église                                   | 1516, 1621, 1810                                                                         |                                 |
| Cathédrale de la Transfiguration-du-Sauveur                           | 1506-1516., XVII s. Le plus ancien édifice qui a subsisté jusqu'à nos jours.             |                                 |
| Murs                                                                  | XVII s., XIX s.                                                                          |                                 |
| Tour de Notre-Dame                                                    | 1623                                                                                     |                                 |
| Tour de l'Épiphanie                                                   | 1804                                                                                     |                                 |
| Tour Saint-Michel                                                     | 1803                                                                                     |                                 |
| Tour d'Ouglitch                                                       | 1630                                                                                     |                                 |
| Église des Miracles de Iaroslavl (Entrée de Jésus-Christ à Jérusalem) | 1617-1618 гг., XVII—XVIII вв., 1825-1831. À côté de la cathédrale de la Transfiguration. | Церковь ярославских чудотворцев |
| Cloche du carillon                                                    | XVI-XX ss.,                                                                              |                                 |

## Sources
- Récits historiques du monastère Spasski de Iaroslavl/ édition I. A Vakhrameeva / chartes princières et du tsar / (ru)Исторические акты Ярославского Спасского монастыря. — М.: Издание И. А. Вахрамеева, 1896. Т. 1: Княжие и царские грамоты.